# Daniel Peruzzo
Daniel Peruzzo (Bolzano, 9 febbraio 1985) è un ex hockeista su ghiaccio e preparatore atletico italiano.

## Carriera

### Hockey su ghiaccio
Peruzzo è cresciuto nelle giovanili del Bolzano. Ha vestito la maglia biancorossa nel massimo campionato dal 2003 al 2006, vincendo un'edizione della Coppa Italia e una Supercoppa Italiana; in serie A ha vestito anche la maglia di Pontebba (2006-2007), Appiano (2014-2015) e Gherdëina (2015-2016). In seconda serie ha invece militato nelle file di Val Venosta (2002-2003), Settequerce (2004-2006), All Stars Piemonte (2007-2008), Real Torino (2008-2010), Hockey Milano Rossoblu (2010-2012) e Appiano (2012-2014 e nuovamente dal 2016). Con l'Appiano ha disputato anche la Inter-National League 2013-2014.
Ha vestito le maglie delle nazionali giovanili azzurre Under-18 ed Under-20, disputando per ciascuna due edizioni dei mondiali di categoria. Nella stagione 2014-2015 ha giocato anche due incontri con la nazionale maggiore.

### Calcio
Dal luglio 2012 fa parte dello staff tecnico dell'FC Südtirol, come collaboratore per il recupero dei giocatori infortunati.

## Palmarès
- Coppa Italia: 1

Bolzano: 2003-2004
- Supercoppa italiana: 1

Bolzano: 2004
- Serie A2/Seconda Divisione: 3

Milano: 2011-2012
Appiano: 2012-2013, 2013-2014